# Cryptocheiridium kivuense
Espèce
Cryptocheiridium kivuense est une espèce de pseudoscorpions de la famille des Cheiridiidae.

## Distribution
Cette espèce se rencontre au Congo-Kinshasa et au Kenya.

## Étymologie
Son nom d'espèce, composé de kivu et du suffixe latin -ense, « qui vit dans, qui habite », lui a été donné en référence au lieu de sa découverte, le Kivu.

## Publication originale
- Beier, 1959 : Pseudoscorpione aus dem Belgischen Congo gesammelt von Herrn N. Leleup. Annales du Musée du Congo Belge, Sciences Zoologiques, vol. 72, no 8, p. 5-69.